# Gilles Simon (engenheiro)
Gilles Simon (Ujda, 14 de junho de 1958) é um engenheiro e projetista francês de Fórmula 1 que atualmente ocupa o cargo de diretor técnico da FIA.

## Carreira
Simon estudou na École des Mines , uma das melhores escolas de engenharia da França. Ele se formou em 1984 e se juntou à equipe da Renault, onde trabalhou em P&D por quatro anos. Ele foi então contratado pela Peugeot e trabalhou no motor V10 da marca, que acabaria por alcançar o sucesso na Le Mans no início dos anos 1990.
Em 1993, Simon seguiu o compatriota Jean Todt para a Ferrari, auxiliando Paolo Martinelli no Departamento de Motores e Eletrônica. Após a mudança do italiano para um cargo executivo na Fiat, Simon assumiu a chefia do departamento em outubro de 2006. Simon deixou o cargo em outubro de 2009 e foi substituído por Luca Marmorini.
Em dezembro de 2009, o presidente da FIA, Jean Todt, revelou que Simon iria se juntar a um grupo de trabalho para investigar novas energias e tecnologias ecologicamente corretas no automobilismo.
Em julho de 2011, Simon deixou seu cargo na FIA para ingressar na Propulsion Universelle et Recuperation d'Energie (PURE), um novo fornecedor de motores de Fórmula 1 que pretendia entrar na categoria em 2014.
Em 2013, Simon foi contratado como consultor pela Honda para trabalhar em seu motor de Fórmula 1. Ele deixou a marca japonesa antes do início da temporada de 2017.
No início de setembro de 2017, foi anunciado que Simon retornaria à FIA para ser um técnico sênior.